# Kurt Küppers
Kurt Küppers (* 3. Juli 1929) ist ein ehemaliger deutscher Fußballspieler, der für den Meidericher SV 153 Begegnungen in der Oberliga West absolvierte.

## Karriere

### Anfänge in Osterfeld (bis 1950)
Küppers war in den unmittelbaren Nachkriegsjahren im Anschluss an den Zweiten Weltkrieg als Spieler beim SV Osterfeld 06 aktiv. Der Stürmer gehörte als 19-Jähriger der Mannschaft an, die in der Spielzeit 1948/49 für den SVO zum ersten Mal nach dem zuvor geglückten Aufstieg in der Landesliga Niederrhein antrat. In der nachfolgenden Zeit konnte er sich etablieren und wurde zu einem der wichtigsten Torschützen der Elf. Infolgedessen weckte er das Interesse des Meidericher SV aus der 2. Liga West, der den Nachwuchsspieler im Sommer 1950 verpflichtete.

### Oberligajahre mit Meiderich (1950–1959)
Die 2. Liga West, in der der MSV damals antrat, bildete den Unterbau zur Oberliga West, welche die höchste Spielklasse im damals noch regional begrenzten Ligensystem darstellte. Während der Saison 1950/51 konnte sich Küppers sofort in die Mannschaft einfügen und war fester Bestandteil eines erfolgreichen Sturms. Mit 20 Treffern war er hinter Karl Hetzel (26 Tore) und vor Hans Krämer (19 Tore) zweitstärkster Schütze seines Teams. Letztlich trug die Offensivleistung dazu bei, dass Meiderich 1951 der Aufstieg in die Oberliga gelang.
Sein Debüt in der höchsten Spielklasse gab er am 19. August 1951, als er bei einem 1:1 gegen Preußen Dellbrück auf dem Platz stand. Im Anschluss daran blieb er fester Teil der Mannschaft, auch wenn er nach dem Aufstieg weitaus seltener Tore erzielen konnte. Mit seinen Kollegen konnte er sich in den frühen 1950er-Jahren in die höchste Liga etablieren. In der Saison 1953/54 konnte er mit zwölf Treffern innerhalb des Teams die meisten Erfolge verbuchen, allerdings war die Offensive in diesem Jahr ausgesprochen schwach und der Abstieg wurde lediglich knapp vermieden.
Am Ende der Spielzeit 1954/55 folgte der Sturz in die Zweitklassigkeit. Küppers, der bekannt war für längere Dribblings in Richtung des gegnerischen Tores, folgte dem MSV dorthin und erlebte ein Jahr darauf den direkten Wiederaufstieg. Unter Trainer Hermann Lindemann hatte er an der Seite von Mitspielern wie Heinz Bohnes, Erich Dziwoki (14 Tore), Werner Müller (15 Tore), Erich Neumann, Kurt Nolden, Erwin Pajonk und Gerd Schönknecht bei der Erringung der Vizemeisterschaft 23 Zweitligaspiele absolviert. Seine Rolle hatte sich inzwischen verändert, sodass er als Torschütze kaum noch in Erscheinung trat. Meiderich wurde in der Oberliga wieder zur festen Größe, doch Küppers büßte 1957 seinen Stammplatz ein und wurde fortan nur noch selten berücksichtigt. 1959 endete seine Laufbahn beim Meidericher SV nach 153 Oberligapartien mit 27 Treffern sowie 52 Zweitligaspielen mit 20 Toren.